# Metodika
Metodika je obecně pracovní postup (metoda) nebo nauka o metodě, popřípadě dokument obsahující metodické informace.
Metodika v oblasti metodologie vědy je metoda vědecké práce.
Metodika v oblasti pedagogiky je nauka o metodě vyučování v určitém oboru (teorie vyučování).
Ve vývoji software metodika představuje souhrn doporučených praktik a postupů, pokrývajících celý životní cyklus vytvářené aplikace. V tomto oboru velmi často dochází – kvůli nesprávnému překladu z angličtiny – k záměně pojmu metodika za metodologie. Pro řešení dílčích problémů mohou být v rámci nasazení metodiky uplatněny specifické postupy – metody.